# Pfarrkirche St. Magdalena (Linz)

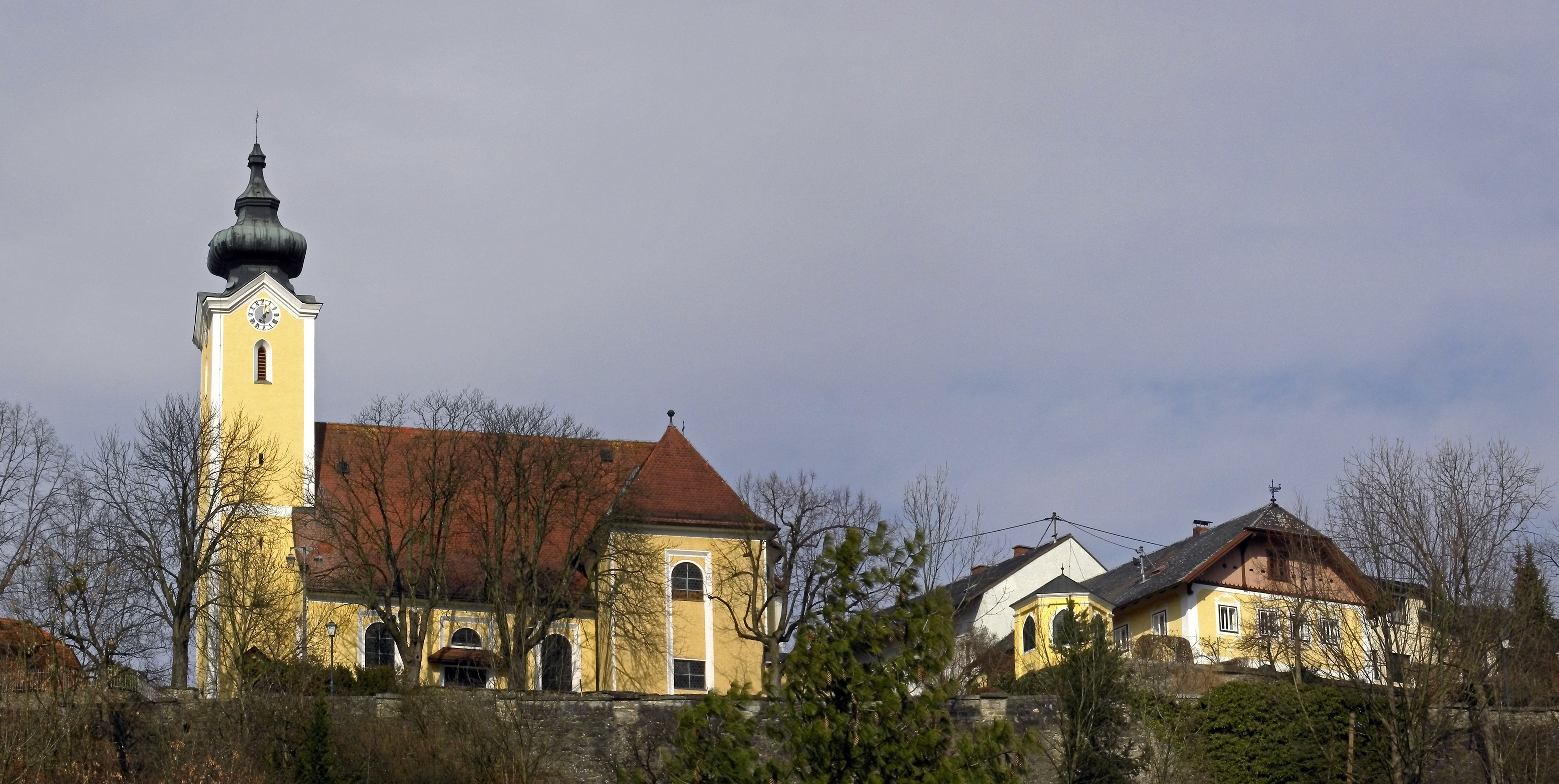
Pfarrkirche Urfahr-St. Magdalena

Die römisch-katholische Pfarrkirche Urfahr-St. Magdalena mit dem Patrozinium Maria Magdalena steht im danach benannten Stadtteil St. Magdalena in der Stadtgemeinde Linz in Oberösterreich. Seit dem 1. Jänner 2023 gehört St. Magdalena als eine von 8 Pfarrteilgemeinden zur Pfarre Urfahr der Diözese Linz. Die Kirche und der ehemalige Friedhof stehen unter Denkmalschutz (Listeneintrag).

## Geschichte
Geschichte der Pfarre
Eine Kapelle zu Haselbach samt zwei Höfen wurde im Zeitraum von 1163 bis 1169 auf Veranlassung von Markgraf Ottokar III. von Steyr († 31. Dezember 1164) dem Benediktinerkloster Stift Garsten übergeben. Anlass war eine Seelgerätstiftung von Gisela von Haselbach aufgrund der Ermordung ihres Sohnes Otto II. von Haselbach. Als Patronin der Kapelle wurde Maria Magdalena gewählt.
Ab etwa 1235 wurde die kleine Kirche von der Mutterpfarre Tafersheim (Steyregg) aus betreut. Am 21. August 1383 wird Haselbach zum ersten Mal als Pfarre bezeugt. Die Bezeichnung „Haselpekher Pfarre“ tritt noch wiederholt in den Urkunden des 15. Jahrhunderts auf, bis die Haselbacher Pfarre im 16. Jahrhundert die Eigenständigkeit verlor. 1550 ging die Lehenschaft und Vogtei an die Herrschaft Steyregg, die 1581 in den Besitz Jörger kam. Von 1595 bis 1621 war die Kirche mit protestantischen Seelsorgern besetzt. Danach ging die Seelsorge als Filialkirche an die Römisch-katholische Kirche von Reichenau im Mühlkreis. Die Kirchenpatronin hatte inzwischen den Ortsnamen Haselbach verdrängt und seit dem 17. Jahrhundert wird der Ort allgemein St. Magdalena genannt. Im 18. Jahrhundert war St. Magdalena eine Filialkirche von Linz. Von 1784 bis zur Auflösung des Stiftes am 1. Mai 1787 war die Kirche wieder Vikarkirche von Stift Garsten. Am 1. Juni 1858 wurde St. Magdalena erneut selbständige Pfarre, ehe sie am 1. Jänner 2023 in der Pfarre Urfahr aufging.
Geschichte der Pfarrkirche
Für den unteren Bereich des Mauerwerkes des Kirchturmes wird das 13. bis 14. Jahrhundert angenommen. Der obere Bereich des Turmes wurde im 15. und 16. Jahrhundert erbaut.
Die ursprünglich romanischen, dann spätgotischen Mittelschiffmauern wurden am Ende des 15. Jahrhunderts erbaut und dabei ein ehemals höheres Langhaus mit Flachdecke neu überwölbt. 1768 wurde die Kirche vom Linzer Baumeister Franz Xaver Krinner (1736–1798) neu gestaltet. Von 1913 bis 1914 wurden nach den Plänen des Baumeisters Matthäus Schlager die Seitenschiffe angebaut und dabei ein Treppenhaus in der Turmecke für die Westempore errichtet.
Von 1981 bis 1982 erfolgten mit dem Architekten Anton Zemann Umbauten. Der nördliche Choranbau wurde erweitert und mit einer Wendeltreppe ergänzt. Der südliche Choranbau wurde ebenfalls erweitert, dabei die Sakristei vergrößert und die darüber liegende Empore vergrößert und mit einer größeren Arkade zum Kirchenraum versehen.

## Kirchengebäude
Der ursprünglich einschiffige mittelalterliche Bau mit einem Netzrippengewölbe im Langhaus wurde im neogotischen Stil mit kreuzgratgewölbten Seitenschiffen zu einer dreischiffigen Langhauskirche ausgebaut. Da die Dachtraufen der Seitenschiffe deutlich niedriger als die des Chores und des jüngeren Querhauses liegen, ist sie zumindest eine Stufenhalle, vielleicht schon eine Pseudobasilika. Der spätgotische einjochige Chor in der Breite des Langhauses hat ein Parallelrippengewölbe mit einem Rippenstern im Fünfachtelschluss. Durch die Emporenerweiterungen beim Chor durch Matthäus Schlager und Anton Zemann entstand eine Querschiffwirkung. Der Kirchturm war bereits im Mittelalter asymmetrisch an der mächtigen Westfassade angesetzt und hat kleine Giebel und ein Zwiebeldach. Die Kirche steht unter einem einheitlichen massigen im Osten abgewalmten Dach und hat aufgrund der Anbauten von Emporen und Treppen eine uneinheitliche Außenfront.

## Ausstattung

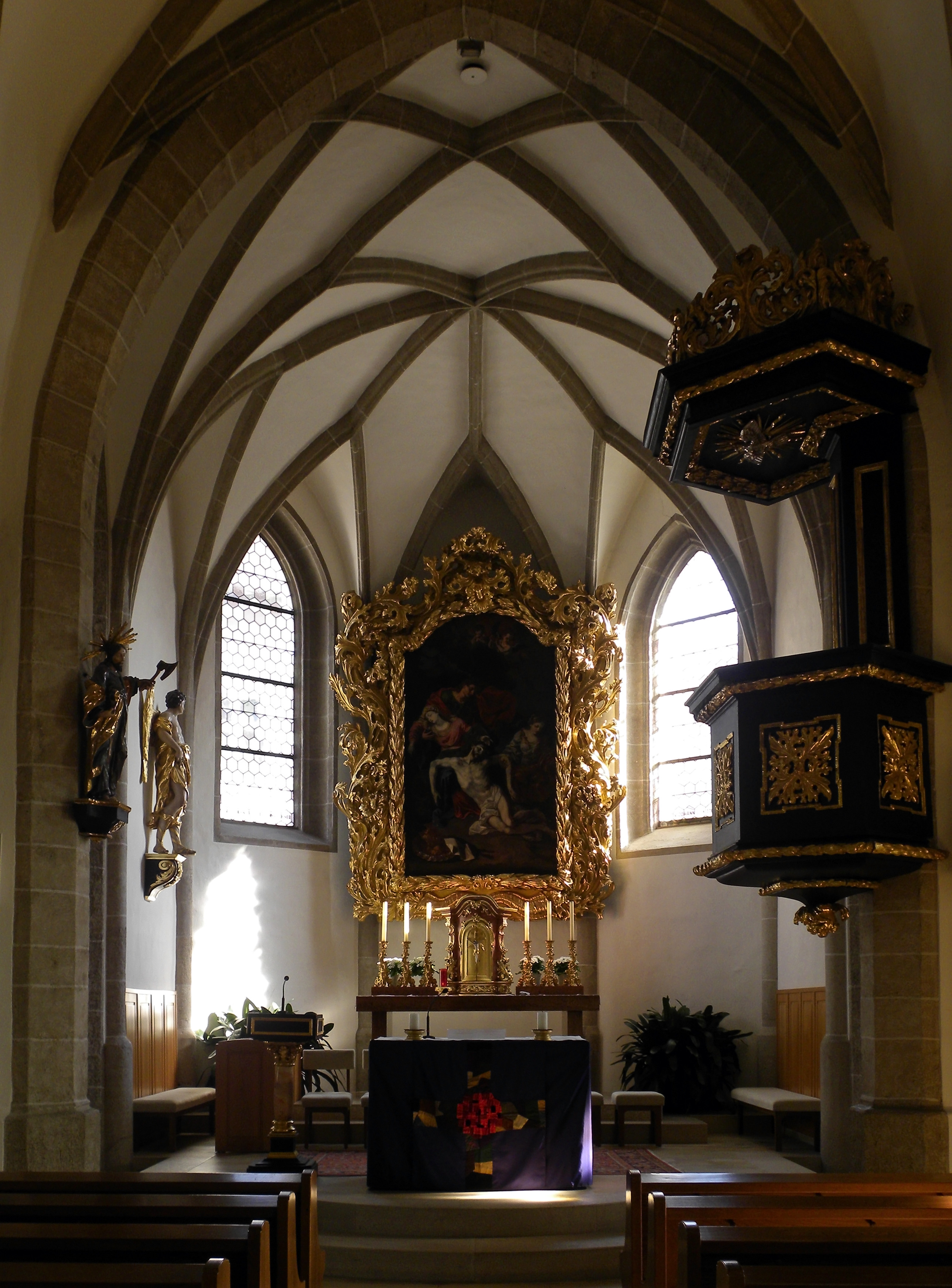
Im Langhaus zum Chor

Wandmalereien des Malers Andreas Strickner aus dem Jahre 1924 im Chor und an der Westempore wurden 1960 übertüncht. Figurale Glasfenster Noli me tangere, Christus bei Simeon und Taufe Christi malte 1960 Margret Bilger. Den bemerkenswerten Akanthusrahmenaltar schuf vermutlich 1693 Marian Rittinger, zeitgleich malte Johann Karl von Reslfeld das Altarbild Kreuzabnahme bzw. Beweinung Christi. Der Volksaltar entstand 1960 aus Teilen des ehemaligen Tabernakels des Hochaltares aus 1693. Die Kanzel schuf 1693 der Bildhauer Ignaz Kurz. Es gibt eine Figur Mutter mit Kind aus 1480 auf einer Konsole aus 1960, ein Kruzifix aus der 1. Hälfte des 18. Jahrhunderts, die Figur hl. Josef aus 1960, die Figur hl. Maria Magdalena aus dem 18. Jahrhundert. Zwei barocke Engel vom Hochaltar sind von Marian Rittinger. Das spätgotische Taufbecken ist aus der 1. Hälfte des 15. Jahrhunderts, das neogotische Weihwasserbecken aus dem Anfang des 20. Jahrhunderts.
Die zweimanualige Orgel mit 17 Registern baute 1985 die Oberösterreichische Orgelbauanstalt. Das Orgelgehäuse entstand nach einem Entwurf des Architekten Anton Zemann.
Es gibt eine Glocke von Johann Hollederer aus dem Jahr 1836 mit den Reliefs Maria mit Kind, Kreuzigung und Dekor.